# Gegenkonditionierung
Gegenkonditionierung ist ein Verfahren der behavioristischen Lerntheorie und bezeichnet die Abschwächung eines unerwünschten Verhaltens durch Nichtbestätigung, bei gleichzeitiger Bekräftigung des erwünschten Verhaltens.
Gegenkonditionierung ist auch ein Bestandteil des Methodenarsenals der Verhaltenstherapie zur Reduzierung dysfunktionalen oder belastenden Problemverhaltens. Dabei wird das durch klassische Konditionierung erworbene Problemverhalten A mit einem mit diesem Verhalten unvereinbaren neuen Verhalten B an denselben konditionellen Stimulus bzw. dieselben auslösenden Situationsmerkmale (Kontext) gekoppelt. Verhalten B wird dadurch nicht nur als Reaktion auf den konditionellen Stimulus bzw. Kontext erlernt, sondern zugleich eine Extinktion des Verhaltens A durch reziproke Hemmung induziert.
Beispiel: Ein Patient, ein junger Erwachsener z. B. der als Kind und Jugendlicher durch häufige und heftige Kritik seiner Äußerungen seitens einer nahen Bezugsperson, etwa der Eltern, nun äußerungsgehemmt ist, beginnt in der Gesprächstherapie über Erlebnisschwierigkeiten zu sprechen. Der Therapeut äußert Verständnis; dadurch „enttäuscht“ er die Angsterwartungen des Patienten, zurechtgewiesen zu werden und bekräftigt ihn in seiner Selbstexploration sowie deren Preisgabe an den Gesprächspartner.